# Melanephia nigrescens
Melanephia nigrescens är en fjärilsart som beskrevs av Hans Daniel Johan Wallengren 1856. Melanephia nigrescens ingår i släktet Melanephia och familjen nattflyn. Inga underarter finns listade i Catalogue of Life.